# Noirétable
Noirétable es una comuna francesa situada en el departamento de Loira, en la región Auvernia-Ródano-Alpes.

## Demografía
| 1793 | 1850 | 1873 | 1838 | 1719 | 1637 | 1577 |
| Para los censos de 1962 a 1999 la población legal corresponde a la población sin duplicidades (Fuente: INSEE [Consultar]) |      |      |      |      |      |      |